# Сальян (город)
Салья́н (ранее также Салья́ны; азерб. Salyan) — город в Азербайджане в 130 км к юго-западу от Баку, административный центр Сальянского района. Расположен на правом берегу реки Кура.

## История
Сальяны находились в зависимости от Кубинского ханства и были отторгнуты от него Надир-шахом. В середине XVIII века Сальяны были захвачены Ибрагимом Рудбари. Недовольные его правлением сальянцы обратились за помощью к кубинскому хану и в 1757 году войска под командованием Фатали-хана взяли Сальяны, изгнав Ибрагима Рудбари и присоединив город к Кубинскому ханству. 
В период с 1729 по 1782 год — столица Сальянского султаната.
В 1799 году шемахинский хан Мустафа-хан овладел Сальянами и назначил туда своего наиба. 
С 1868 года Сальяны являлись административным центром Джеватского уезда Бакинской губернии. В 1916 году присвоен статус города. 
В период с 1929 по 1930 год — центр Муганского (Сальянского) округа. 
С 1930 года Сальяны — административный центр Сальянского района.

## Население
Согласно одиннадцатому выпуску «Сборника материалов для описания местностей и племен Кавказа» (1891 год) в городе проживало 12 117 человек.
По данным первой всеобщей переписи населения 1897 года в Сальянах проживало 11 787 человек, из них:
- азербайджанцы[Комм. 1] — 11 520 чел. (97,73 %),
- славяне (в основном русские, а также украинцы и белорусы) — 119 чел. (1,01 %),
- армяне — 108 чел. (0,92 %),
- грузины — 24 чел. (0,2 %),
- поляки — 9 чел. (0,08 %),
- греки — 2 чел. (0,02 %),
- аварцы — 1 чел. (0,01 %),
- евреи — 1 чел. (0,01 %),
- представители других народностей (поляки, евреи и др.) — 3 чел. (0,03 %).

Согласно ЭСБЕ население в 1900 году составляло 12 120 чел.
По переписи 1959 года в городе насчитывалось 17 197 жителей, а в 1975 году — 25 700 человек. По переписи 1979 города население города достигло 26 196, а в 1989 году — 30 396 человек.

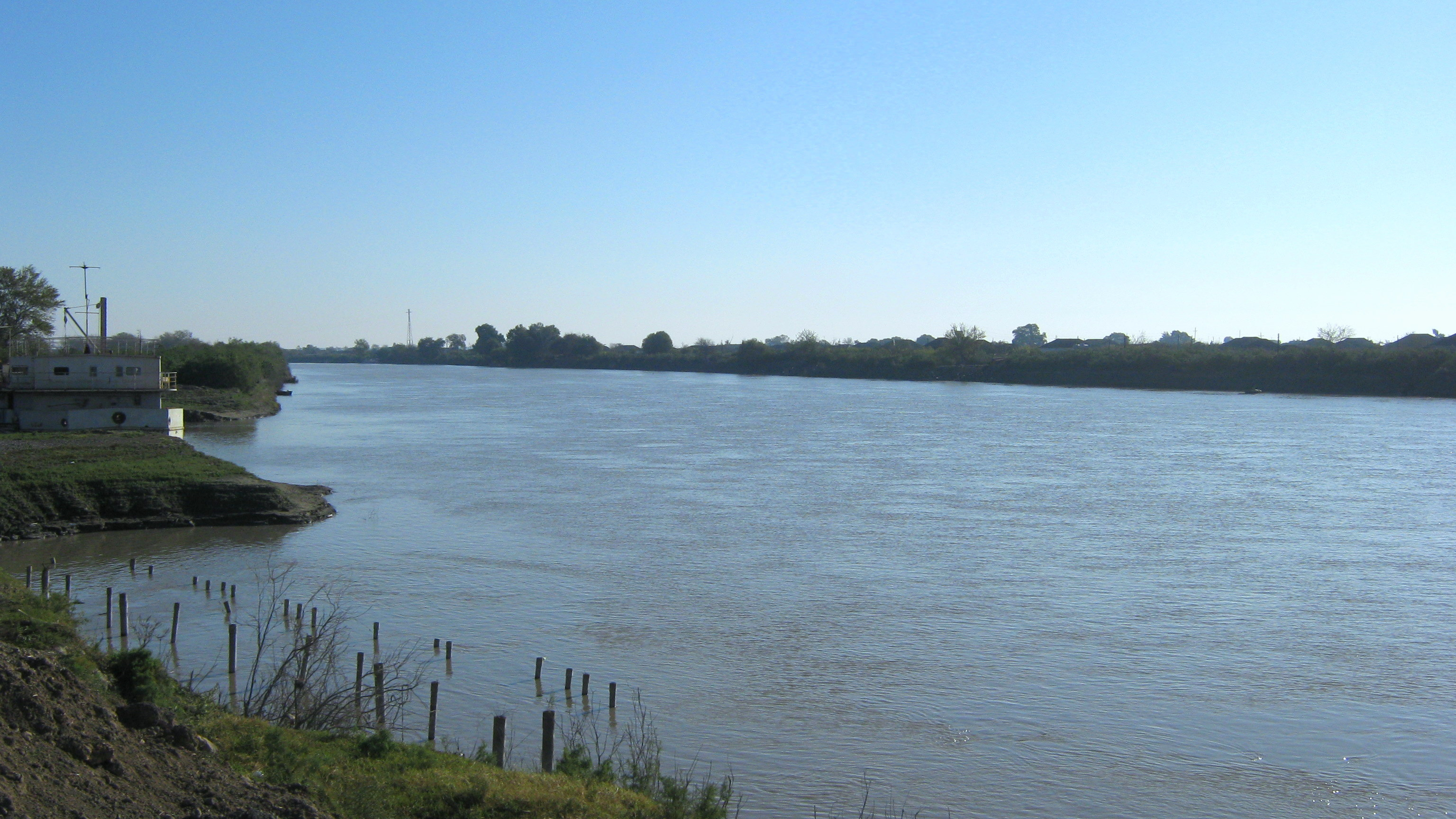
Река Кура

## Известные уроженцы, жители
- Аскеров, Гулу Рустам оглы — азербайджанский певец (лирико-драматический тенор), ханенде, композитор.
- Гулиев, Вагиф Сабирович — азербайджанский математик, доктор физико-математических наук (1994), профессор (1997). Член-корреспондент Национальной академии наук Азербайджана (2014).
- Гусейнзаде Али-бек Гусейн оглы — азербайджанский учёный, врач, публицист, философ и художник. Создатель флага Азербайджана.
- Ахундов, Вагиф Алибала оглы— начальник Службы безопасности Президента Азербайджанской Республики, генерал-полковник

## Экономика
С периода СССР в городе расположены хлопкоочистительный завод, заводы электросварочного оборудования, пластмассовых изделий, безалкогольных напитков.

## Спорт
В городе базировался футбольный клуб «Мугань», игравший в Азербайджанской Премьер-лиге. Клуб выступал на стадионе Олимпийский, вместимостью 5 тыс. зрителей (открыт в 2008 году).